# Culicoides dispar
Culicoides dispar är en tvåvingeart som beskrevs av Clastrier 1959. Culicoides dispar ingår i släktet Culicoides och familjen svidknott. Inga underarter finns listade i Catalogue of Life.